# Bruno Rebeuh
Bruno Rebeuh (* 27. srpna 1961 Nice) je bývalý francouzský tenisový rozhodčí.
V mládí hrával fotbal za OGC Nice. Pracoval jako prodejce automobilů, k rozhodování tenisových zápasů ho přivedl jeho spolužák Yannick Noah. V roce 1988 se stal prvním francouzským profesionálním rozhodčím, desetkrát vedl finále French Open a devětkrát finále Davis Cupu, působil také na Australian Open a olympiádě.
Ve Wimbledonu 1995 ho americký hráč Jeff Tarango během zápasu obvinil ze zkorumpovanosti a odešel z kurtu, Tarangova manželka Benedicte poté Rebeuha fyzicky napadla.
Známý je i tím, že na Letních olympijských hrách v roce 2000 napomenul předsedu MOV Juana Antonia Samaranche za rušení při hře.
Kariéru rozhodčího ukončil v roce 2001. Provozuje obchodní poradenskou firmu a je úspěšným amatérským golfistou.